# 藤原俊通
藤原 俊通（ふじわら の としみち）は、平安時代後期の公卿。藤原北家中御門流、太政大臣・藤原宗輔の長男。官位は正三位・権中納言。

## 経歴
保元4年（1159年）参議に任ぜられる。兵部卿、権中納言などを歴任し、治承2年（1178年）、51歳で出家。
若年時に摂政・藤原忠実に近侍しており、仁平元年（1151年）の賀茂臨時祭の際に忠実がその子・頼長に対し、親族の死から一定期間が経過していないため神事の宣命に関わらぬよう注意した時に、それを伝える使者に立てられたことが、『中外抄』下巻第46条に見える。